# Reálné gymnázium ve Slovenské
Reálné gymnázium ve Slovenské ulici je zrušená střední škola v Praze. V její budově sídlí Základní škola.

## Historie
Státní reálné gymnázium s vyučovací řečí českou bylo zřízeno císařským rozhodnutím ze dne 20. června 1912. Ústav neměl svoji budovu a tak v letech 1913–1917 vyučování probíhalo ve škole na náměstí Krále Jiřího z Poděbrad. Roku 1915 bylo započato se výstavbou vlastní budovy ve Slovenské ulici na pozemku darovaném městem Královské Vinohrady. Stavbu hradil stát.
Po roce 1949
Po zrušení gymnázia jeho některé třídy přešly do gymnázia v Londýnské.

## Názvy školy
- I. státní reálné gymnasium Praha XII. – Vinohrady, Slovenská ul. 27[2]

## Učitelé a absolventi
Ředitelé
- Josef Miroslav Pražák (1912–1922)
- František Novotný (1922–1923)
- František Šťastný (1923–1931)
- Alois Kulhánek (1931–1939)
- Bohumil Tesař (1939–1941)
- Jan Osvald (1941–1942)
- Otto Caha (1942–1945) - zatímní správce
- Bohumil Tesař (1945)
- Karel Littloch (1945–1949)
- Růžena Sachsová (1949–1953)

Učitelé
- Josef Müldner

Absolventi
- Rudolf Altschul
- Zbyněk Havlíček
- Ladislav Hejdánek
- Jakub Schwarz Trojan
- Ladislav Sitenský
- Bohumil Šmída